# Stigmaphyllon eggersii
Stigmaphyllon eggersii är en tvåhjärtbladig växtart som beskrevs av C.E. Anderson. Stigmaphyllon eggersii ingår i släktet Stigmaphyllon och familjen Malpighiaceae. Inga underarter finns listade i Catalogue of Life.